# Naturschutzgebiet Pillebachtal, Dernkamp und Gallberg
Das Naturschutzgebiet Pillebachtal, Dernkamp und Gallberg liegt auf dem Gebiet der kreisfreien Stadt Düsseldorf in Nordrhein-Westfalen.
Das aus zwei Teilflächen bestehende Gebiet erstreckt sich nordöstlich der Kernstadt von Düsseldorf und nördlich von Gerresheim zu beiden Seiten der B 7. Durch das Gebiet fließt der Pillebach, ein Zufluss der Düssel.

## Beschreibung
Das etwa 74,5 ha große Gebiet wurde im Jahr 1996 unter der Schlüsselnummer D-010 unter Naturschutz gestellt.
Laut Fachinformationssystem des Landesamtes für Natur, Umwelt und Verbraucherschutz in NRW zeigt das Gebiet „eine große Vielfalt unterschiedliche Lebensraumtypen auf kleinem Raum in einem siedlungsnahen Umfeld. Als wertvolle Biotope sind die typische ausgeprägten struktur- und altholzreichen Hainsimsen-Buchen(misch)wälder, die beschatteten Waldquellen und offenen Wiesenquellen, der renaturierte Teil des Pillebachs, die bachbegleitenden Erlen-, Eschen- und Erlenbruchwäldern, die Schilfflächen und das Feuchtgrünland zu nennen. Die struktur- und altholzreichen Buchenwälder sind Lebensraum für Baumfalke und weitere Greifvögel sowie viele Höhlenbrüter wie Klein-, Bunt-, Mittel- und Grünspecht, Hohltaube und Dohle. Die Schilfflächen bieten für die stark gefährdete, störungsempfindliche Wasserralle, dem gefährdeten Teichrohrsänger und der Rohrammer geeignete Lebensräume. In den Hecken und Gebüschen hat die Goldammer hier eine lokal bedeutsame Population für Düsseldorf. Die quelligen und feuchten Biotope sind Lebensraum für seltene und gefährdete Pflanzenarten wie die Dreifurchige Wasserlinse, das Flutendes Sterngabelmoos, Schnabel-Segge und Rispen-Segge sowie Amphibien und Reptilien wie Wasserfrosch, Teichmolch, Waldeidechse und Ringelnatter“.
Im Landschaftsplan (2020) werden zusätzlich genannt: Pfeilkraut, Schlangen-Knöterich, Großes Flohkraut, Hohe Schlüsselblume, Großes Zweiblatt, Wiesen-Storchschnabel, Quellschnecke (Bythinella dunkeri), Teichnapfschnecke (Acroloxus lacustris), Malermuschel (Unio pictorum), Blindschleiche, Erdkröte und Grasfrosch.

## Bedeutung
Schutzziele sind der Erhalt und die Entwicklung eines naturnahen, strukturreichen Wald-Wiesen-Gewässer-Quell-Komplexes mit hoher Bedeutung für den Artenschutz.

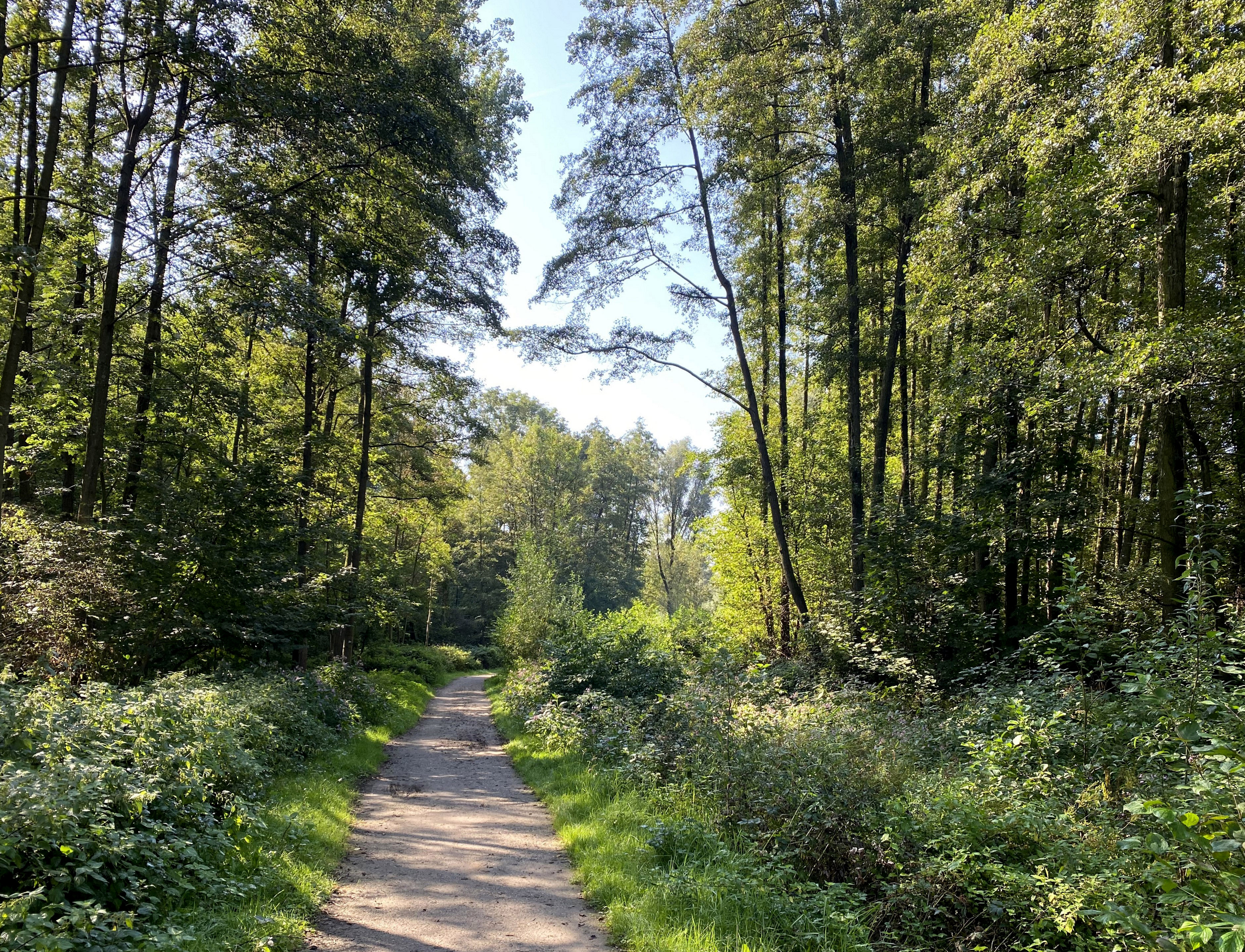
Pillebachtal nördl. Gut Großeforst
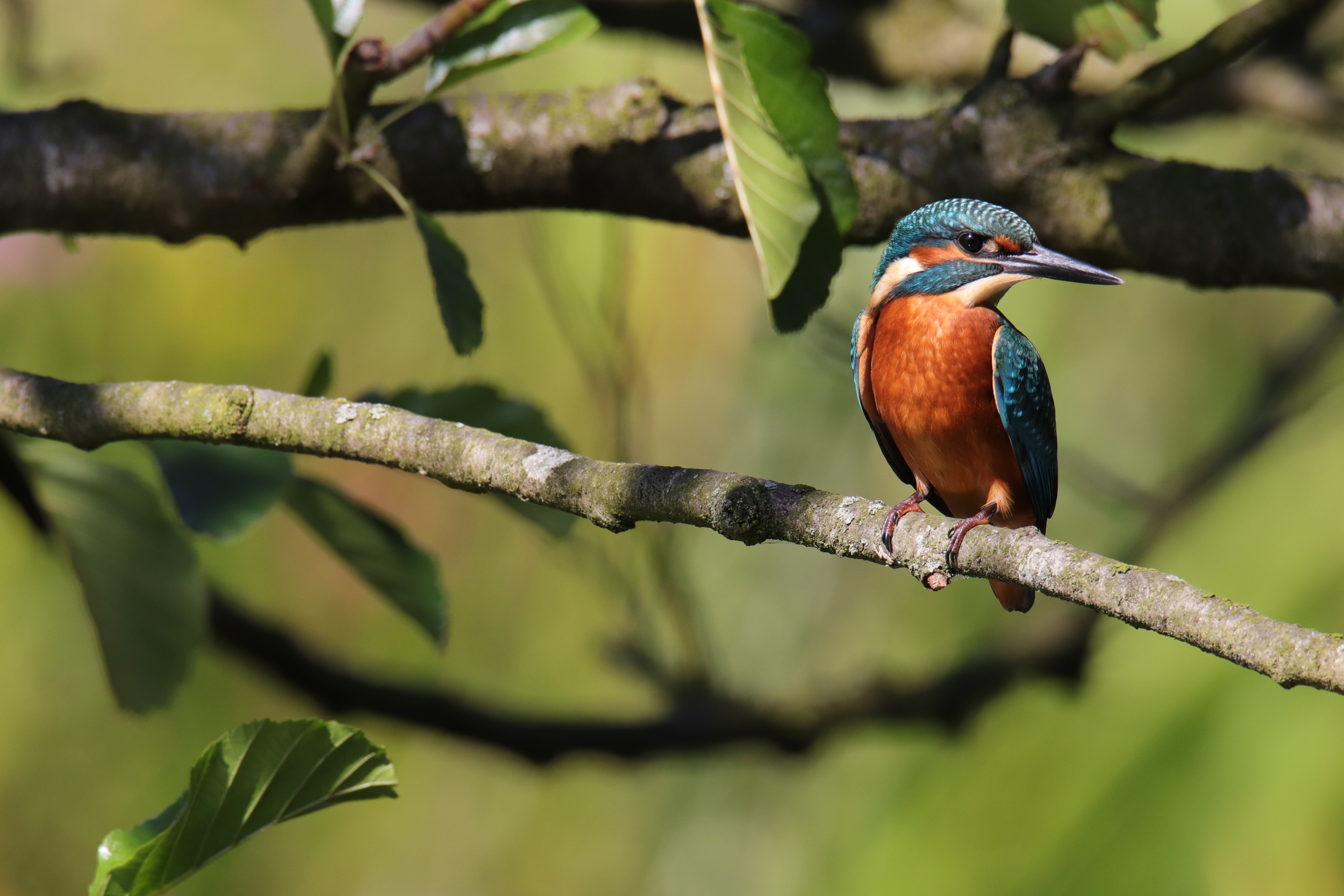
Beobachtung: Eisvogel jagt am Pillebach bei Gut Großeforst (Sept. 2023)
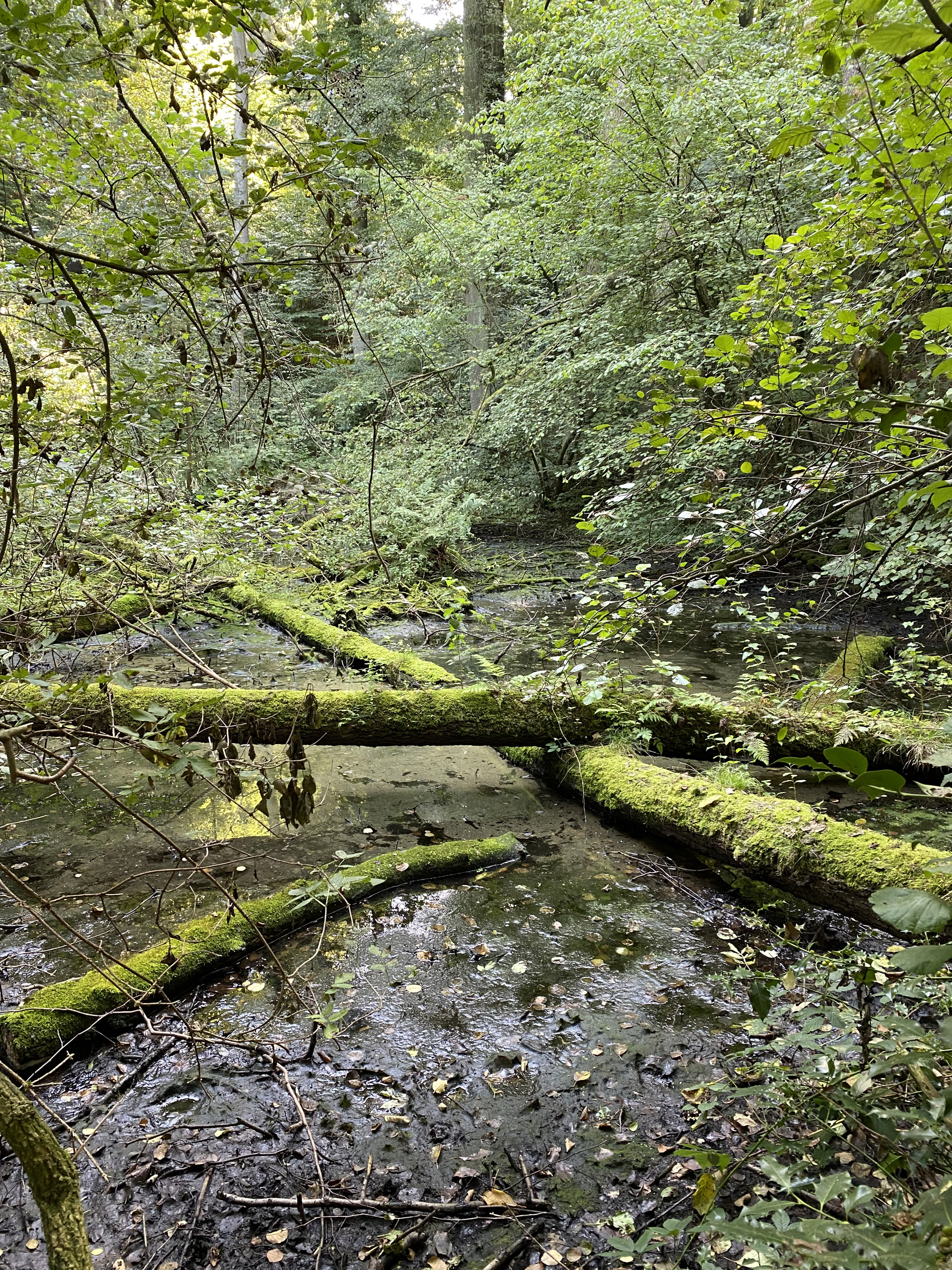
Feuchtbiotop nördl. Gut Großeforst
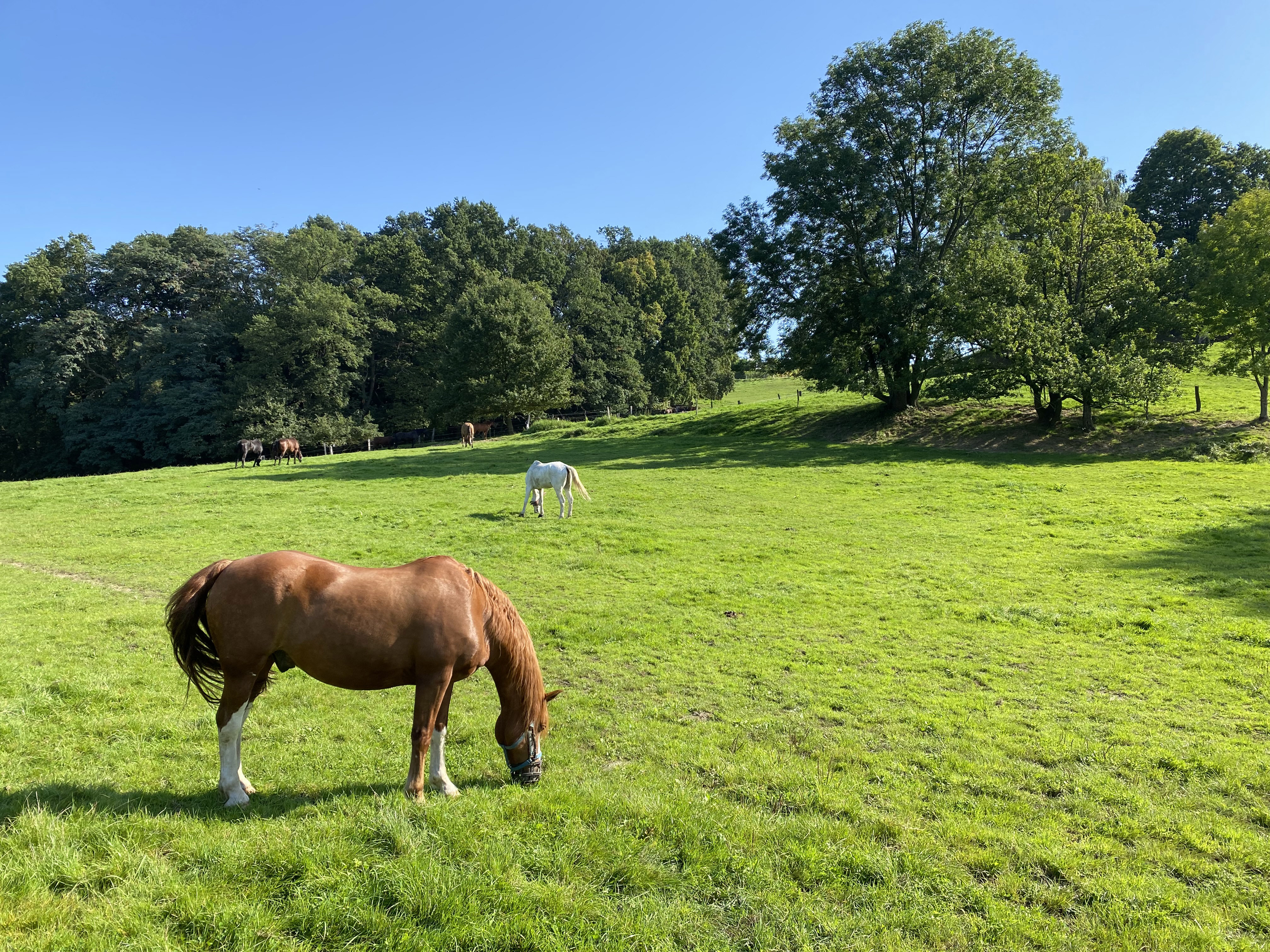
Pferdeweide bei Gut Großeforst
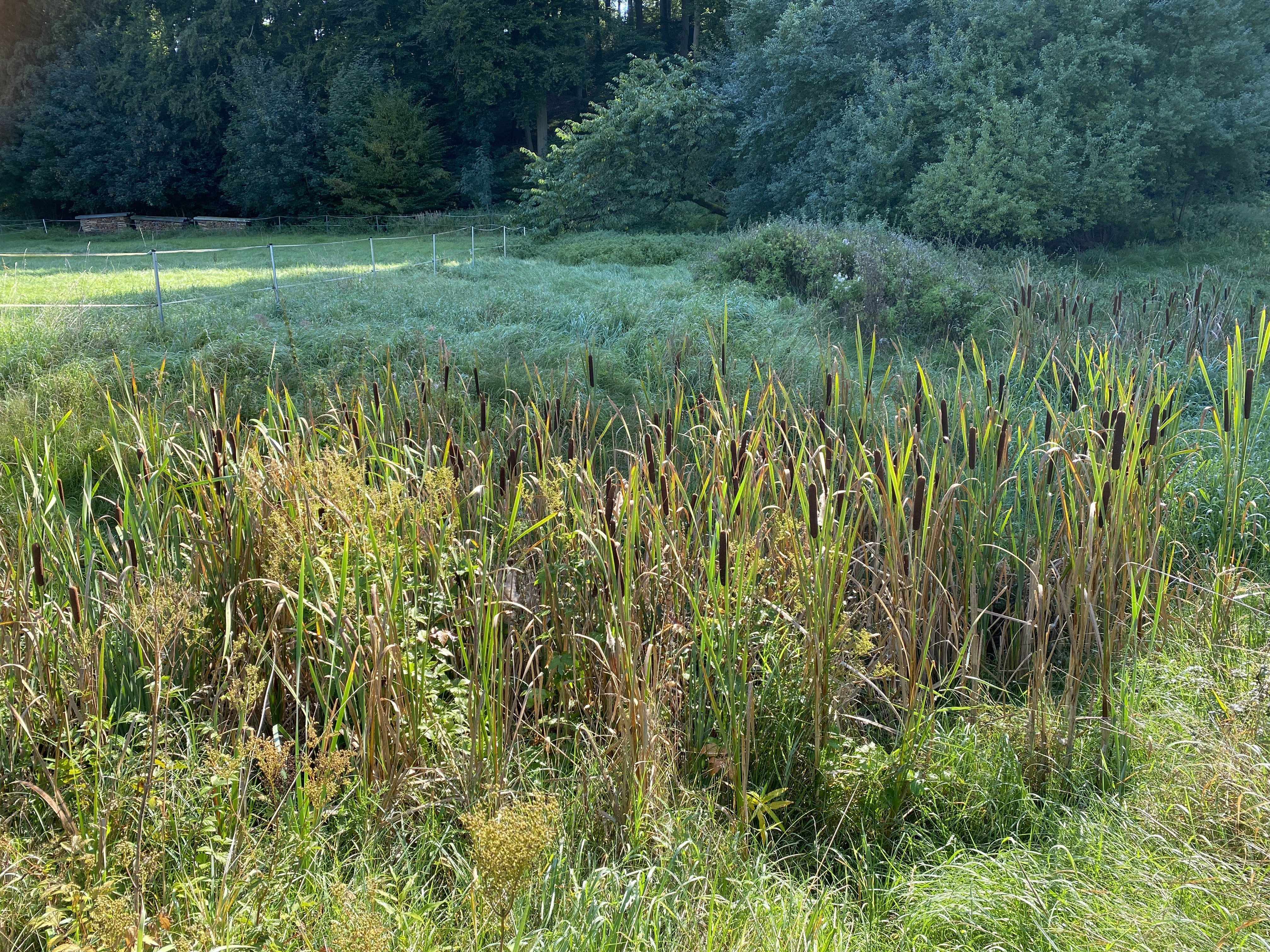
Feuchtbiotop mit Rohrkolbenbestand – Kleineforststraße im NSG
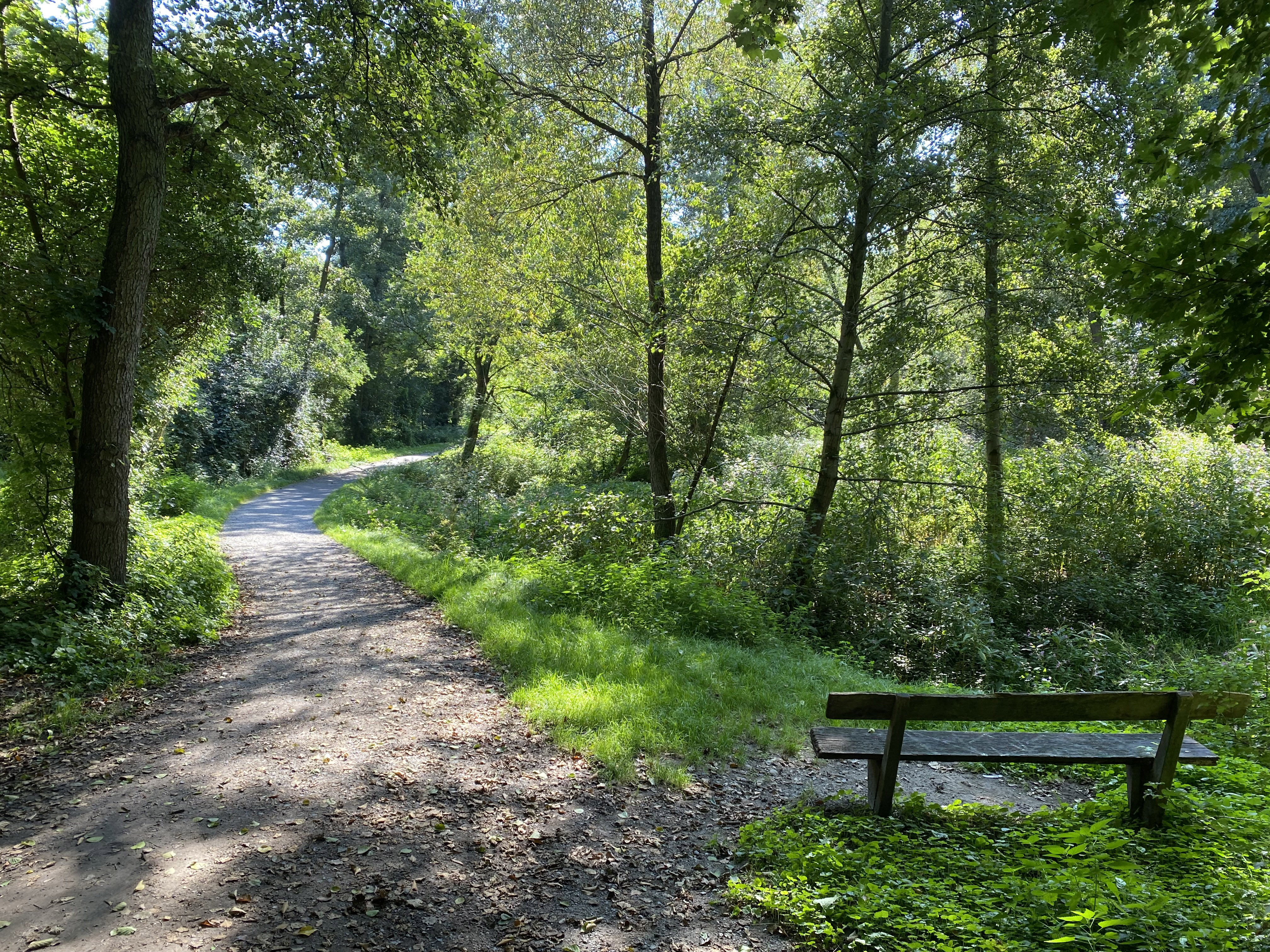
Weg am Pillebach Bereich Dernkamp
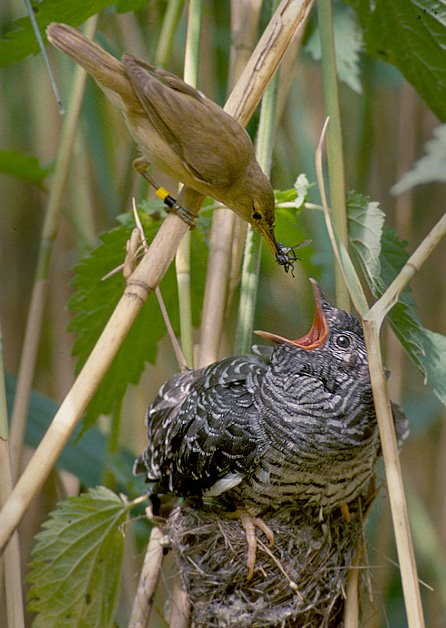
Teichrohrsänger füttert Kuckuck
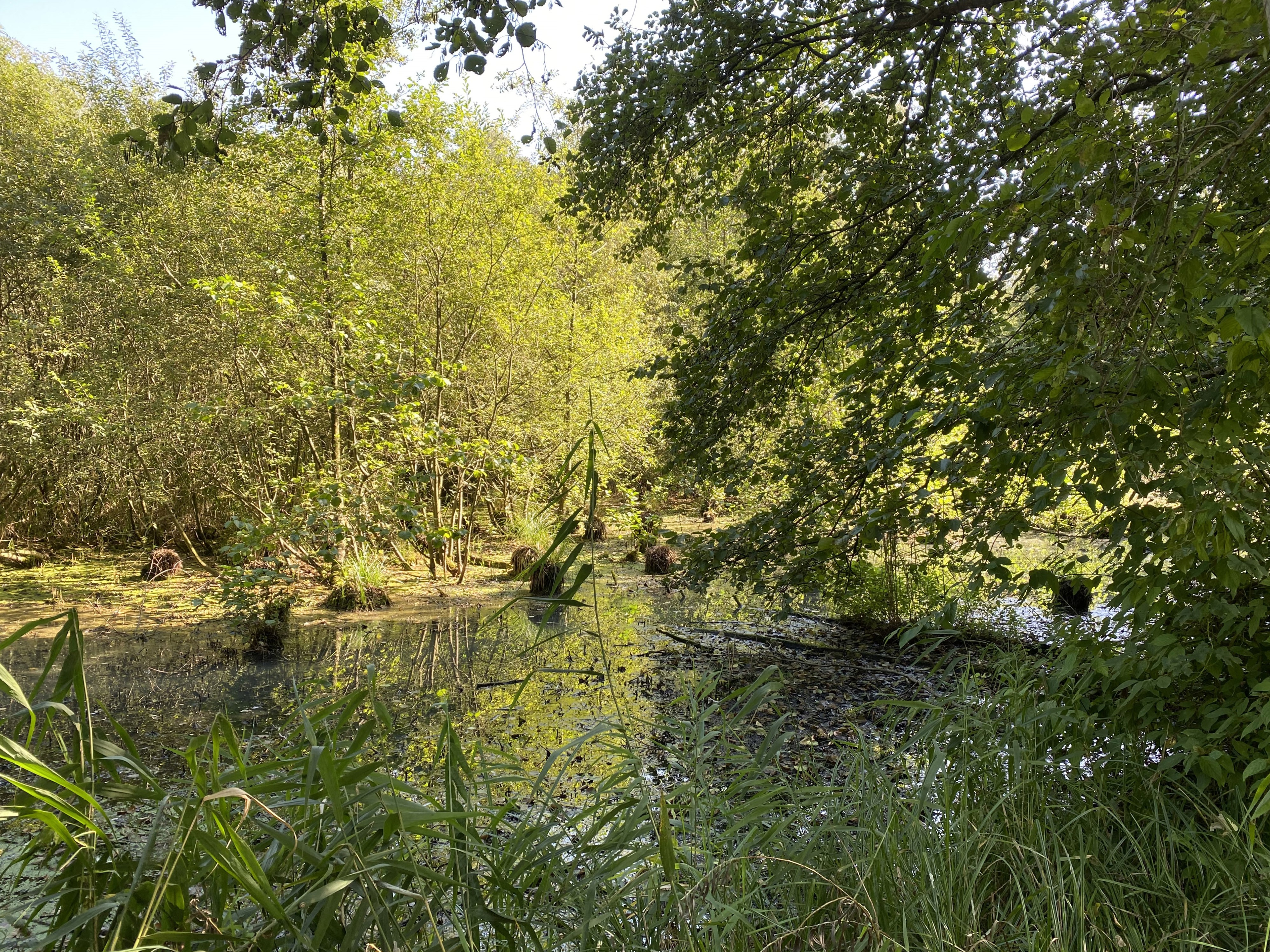
Feuchtbiotop Bereich NSG Dernkamp
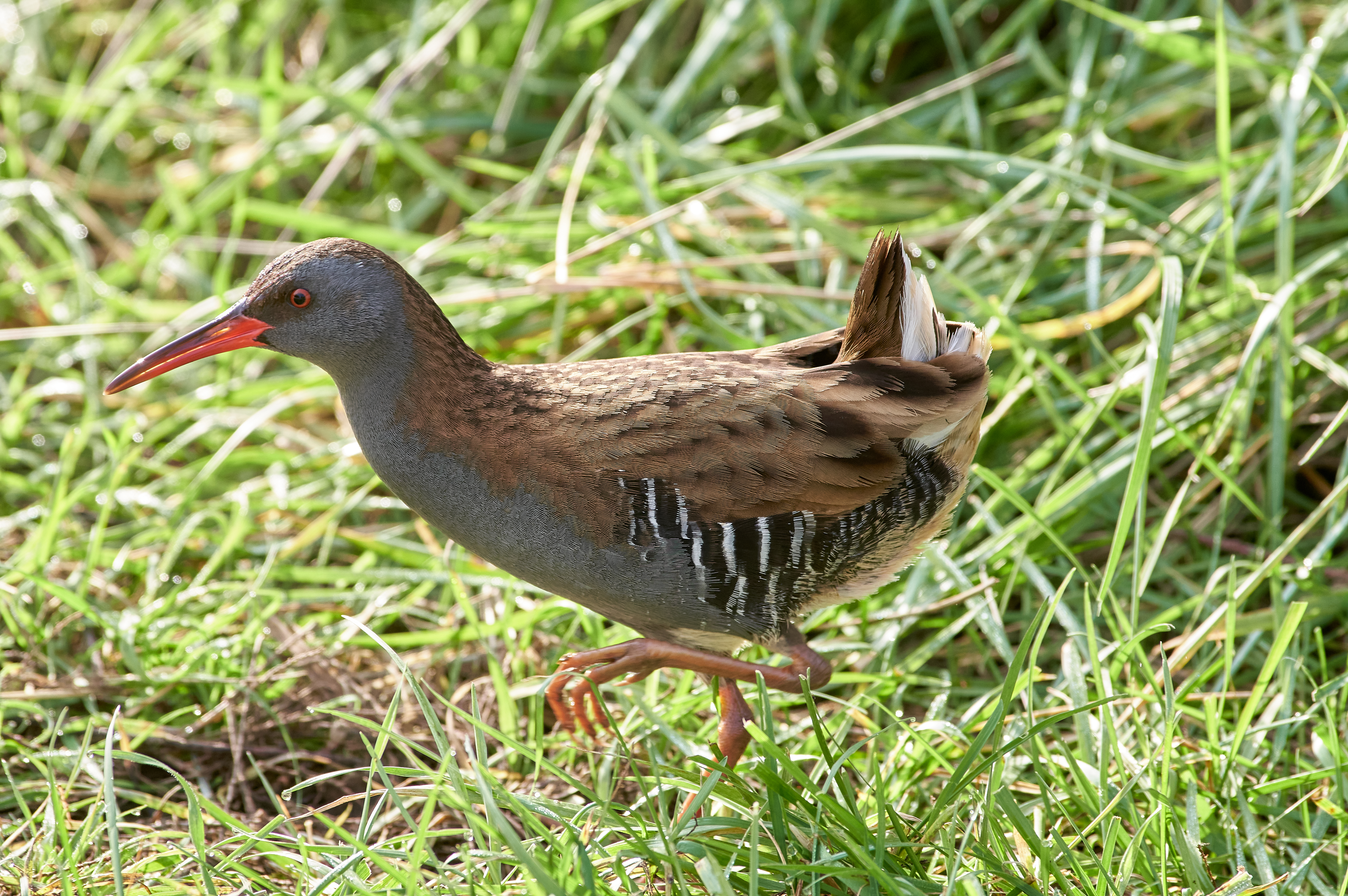
Störungsempfindliche Wasserralle
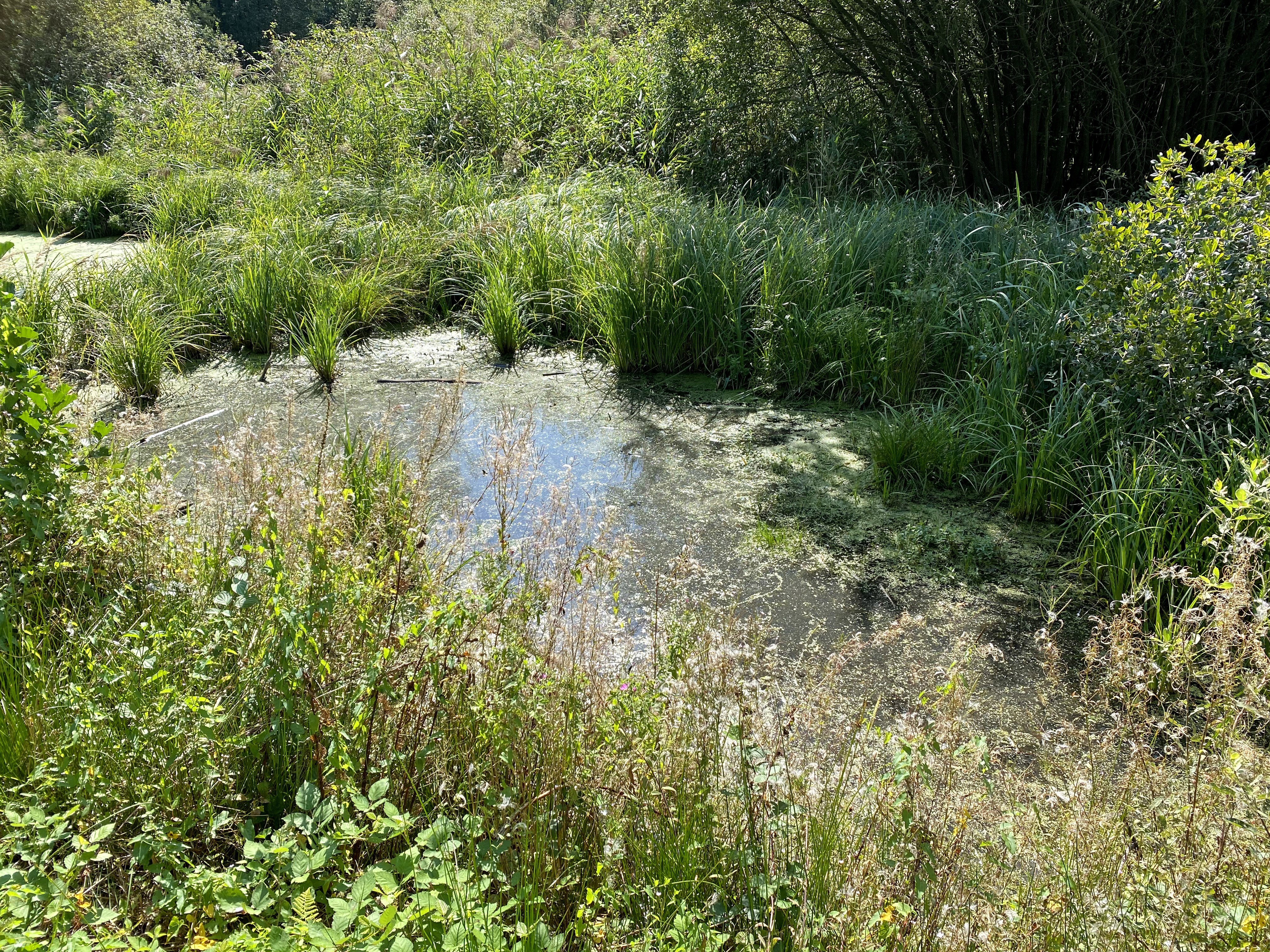
Feuchtbiotop Bereich NSG Dernkamp
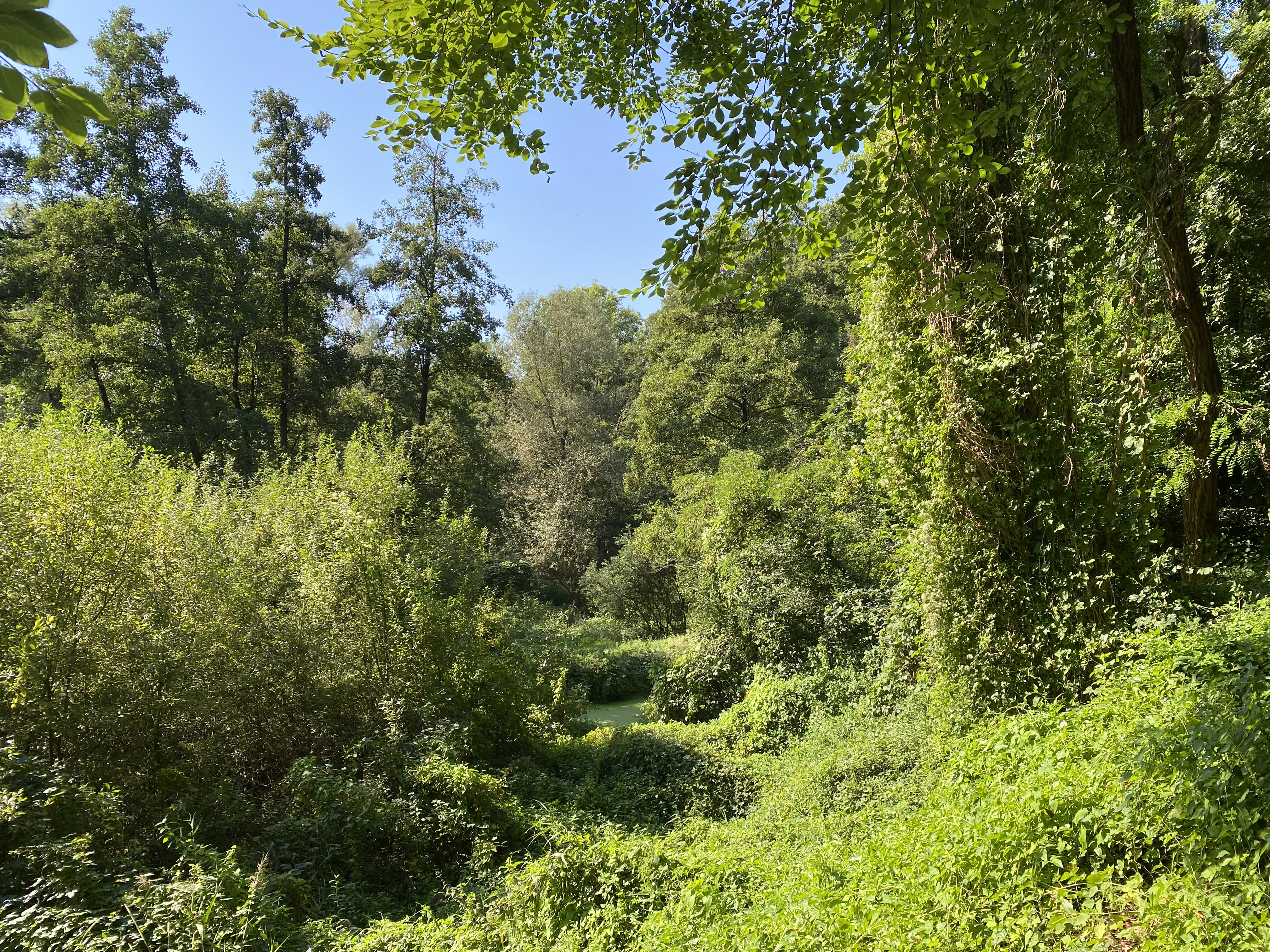
Landschaftsmosaik im Bereich NSG Dernkamp
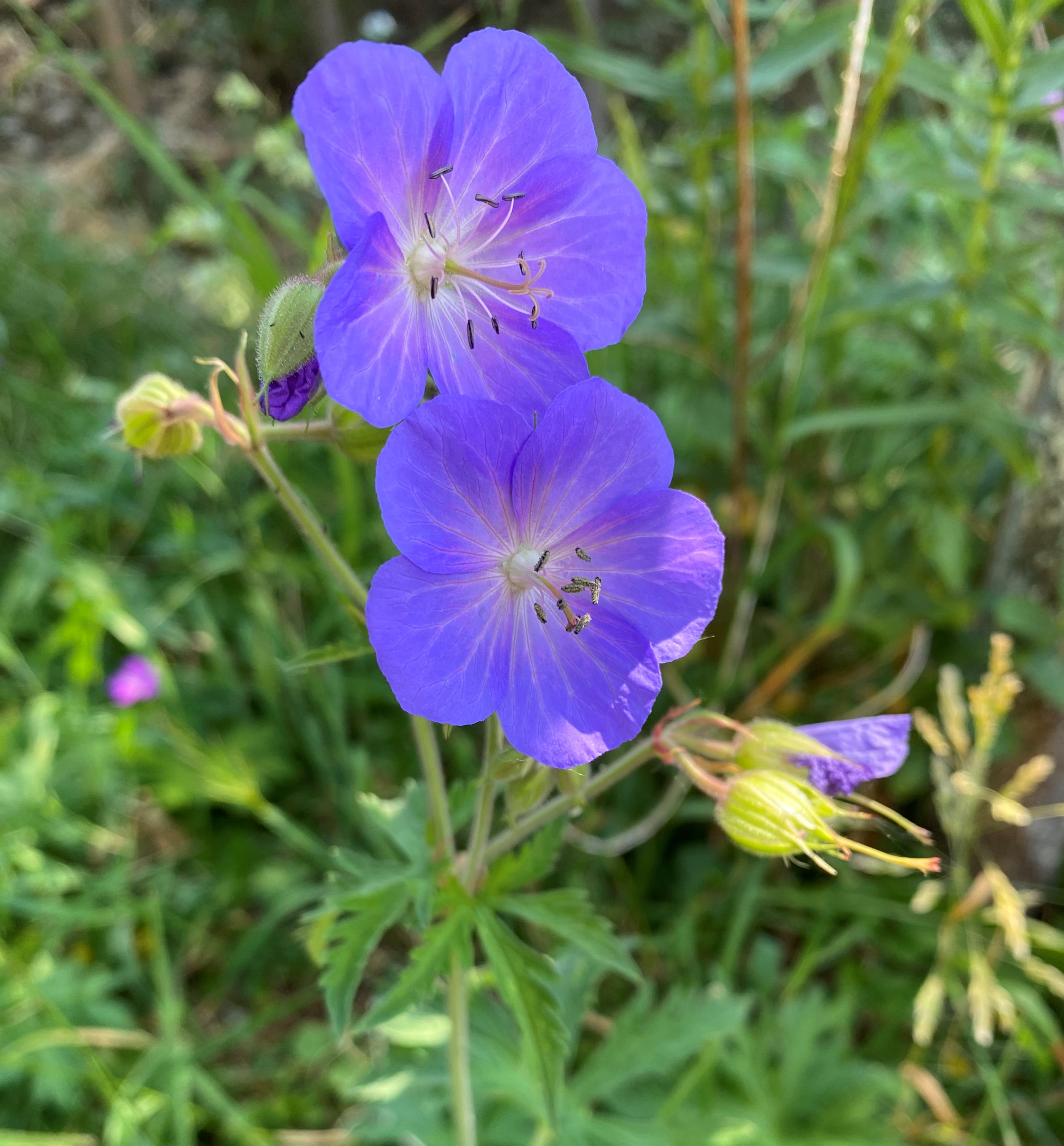
Wiesen-Storchschnabel
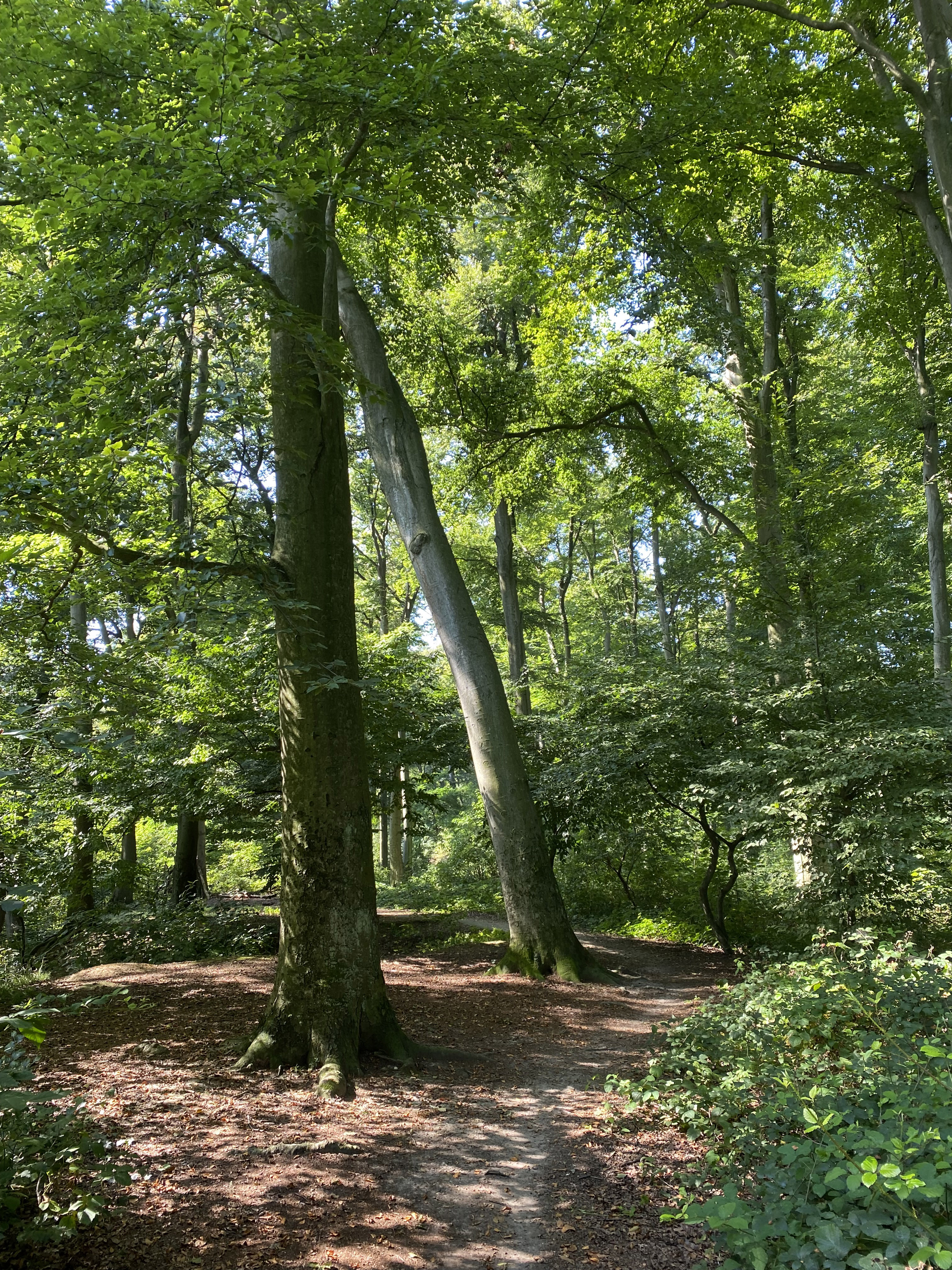
Buchenwald auf  dem Gallberg
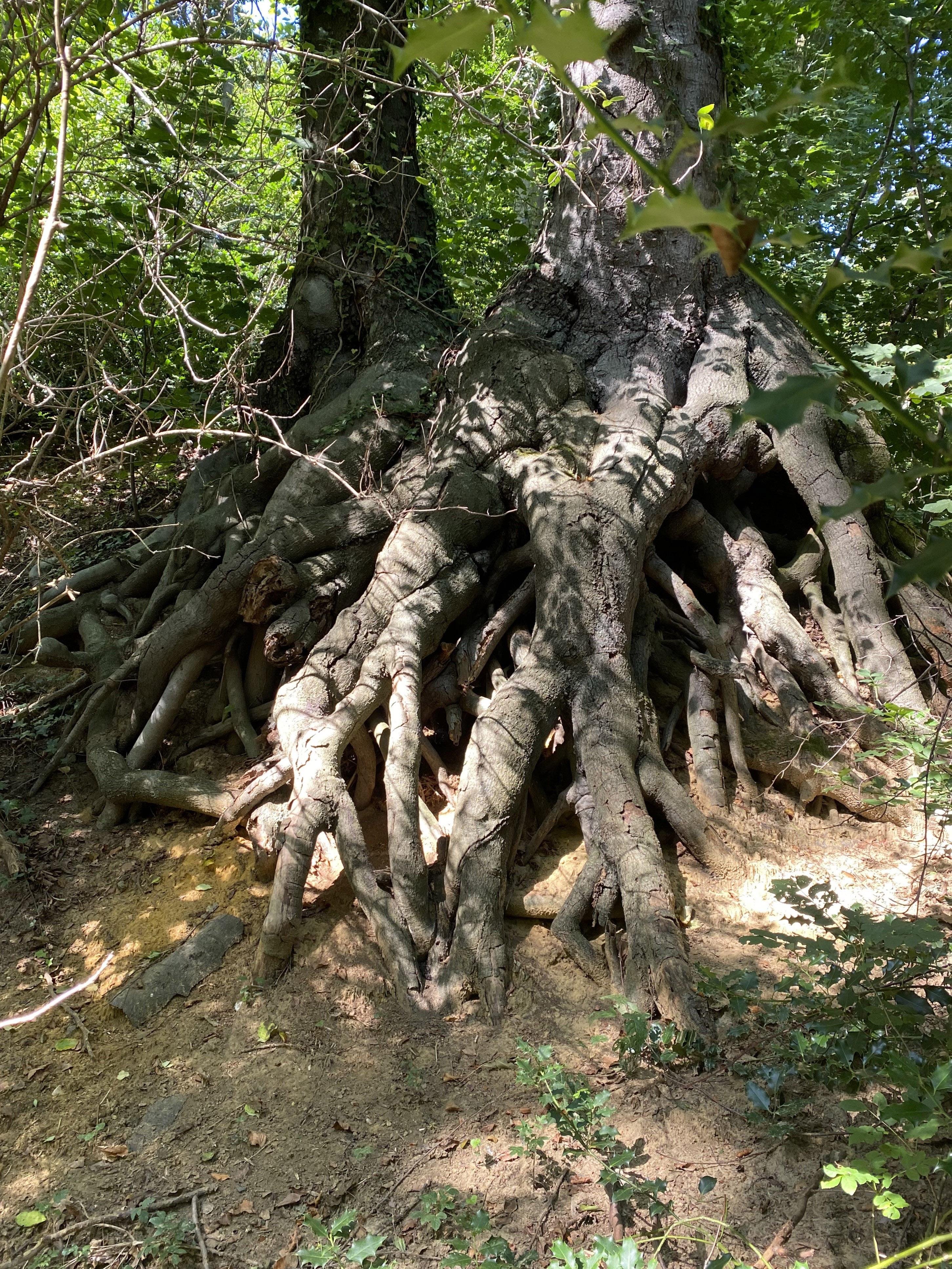
Buchen-Wurzelwerk NSG Gallberg
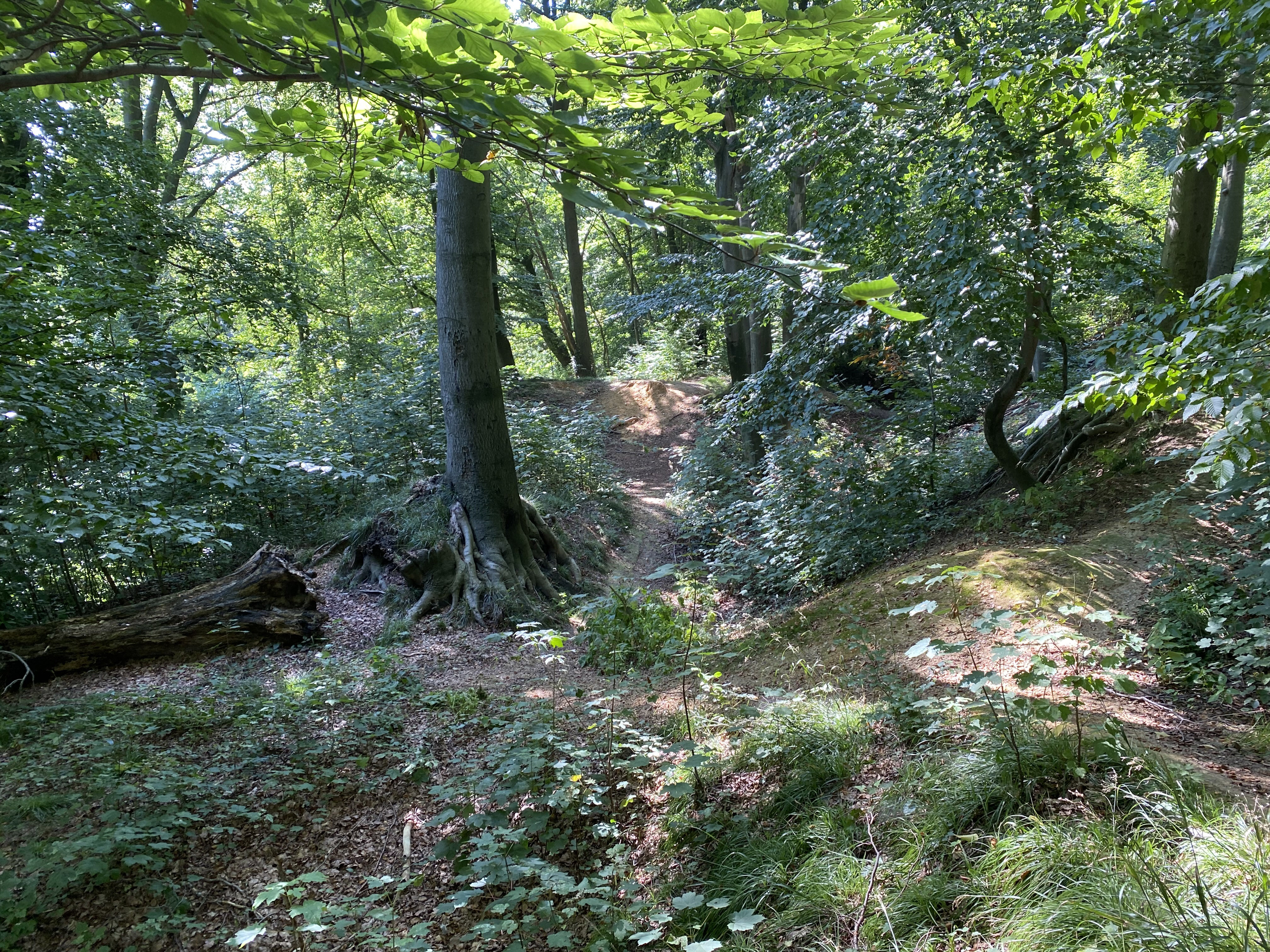
Geländeformation auf dem Gallberg